# Ґуркі-Сипнево
Ґуркі-Сипнево (пол. Górki-Sypniewo) — село в Польщі, у гміні Пйонтниця Ломжинського повіту Підляського воєводства.
Населення — 187 осіб (2011).
У 1975-1998 роках село належало до Ломжинського воєводства.

## Демографія
Демографічна структура станом на 31 березня 2011 року:
|          | Загалом | Допрацездатний вік | Працездатний вік | Постпрацездатний вік |
| -------- | ------- | ------------------ | ---------------- | -------------------- |
| Чоловіки | 100     | 15                 | 73               | 12                   |
| Жінки    | 87      | 17                 | 51               | 19                   |
| Разом    | 187     | 32                 | 124              | 31                   |